# Investidura presidencial de Juan Manuel Santos en 2010
Investidura presidencial de Juan Manuel Santos de 2010, como el trigésimo primer Presidente de Colombia tuvo lugar el 7 de agosto de 2010; el presidente del Senado Armando Benedetti administró el juramento del cargo a las 15:30 PM. La posesión fue el punto inicial del periodo presidencial de cuatro años que comprende los años 2010 a 2014. La ceremonia contó con la asistencia de 3000 invitados entre los que se encontraban varios jefes de Estado y de gobierno del mundo.
Los eventos oficiales de la posesión comenzaron con la visita del presidente electo a la Sierra Nevada de Santa Marta para una posesión simbólica ante los Mamos de las comunidades indígenas Kogui, Arhuacos, Wiwas y Kankuamos habitantes del lugar. Y en las horas de la tarde en Bogotá La ceremonia de transmisión de mando, el reconocimiento a las tropas, la llegada a la Casa de Nariño donde se realizó el saludo a los invitados y la posesión del Gabienete Ministerial.

## Posesión simbólica ante comunidades indígenas
El comienzo de las actividades de posesión iniciaron en la mañana cuando a las 06:40 a. m. el presidente Juan Manuel Santos abordó un helicóptero de la  Fuerza aérea en el aeropuerto Simón Bolívar de Santa Marta en compañía de su familia, la ministra designada de medio ambiente, Sandra Bessudo su secretario privado, Juan Carlos Mira, el alto consejero para las comunicaciones, Juan Meza y el exministro de medio ambiente, Juan Carlos Mayr.
La ceremonia de posesión simbólica se realizó ante las comunidades indígenas Kogui, Arhuacos, Wiwas y Kankuamos en la Sierra Nevada de Santa Marta en un resguardo Llamado Seyzhua, en la parte alta de la cuenca del río Ancho, corregimiento de Mingueo, en el municipio de Dibulla departamento de La Guajira. La ceremonia inició cuando el presidente y su familia fueron llevados a un lugar de piedras sagradas, esto según las tradiciones con el propósito de pedir permiso a los ancestros antes de iniciar la ceremonia. En esta parte cada miembro de la comitiva debía agarrar con sus dedos -de manera simbólica- unos hilos que reposaban sobre las piedras, según la tradición esto con el fin de plasmar en ellos sus pensamientos y reflexiones. Después de terminada esta parte, El presidente fue conducido al templo sagrado de la comunidad donde se le entregó un bastón de mando, dos hilos de algodón o aseguranzas que ataron a cada una de sus muñecas como protección y símbolo de compromiso con la Madre Naturaleza y un collar con los cuatro cuarzos o tumas sagradas que representan el Agua, la Tierra, la comida y el Mar. José de Los Santos Sauna, Cabildo Gobernador de los Kogui explicó después lo que representaba cada cuarzo. 

El primero representa el buen gobierno y la sociedad; el segundo, evoca la fertilidad de la tierra; el tercero, el agua y el aire, y el cuarto significa los alimentos que requiere el ser humano.

Una vez concluida la ceremonia Juan Manuel Santos se trasladó a Bogotá en el Avión presidencial.

## Ceremonia de Posesión

### Momentos previos

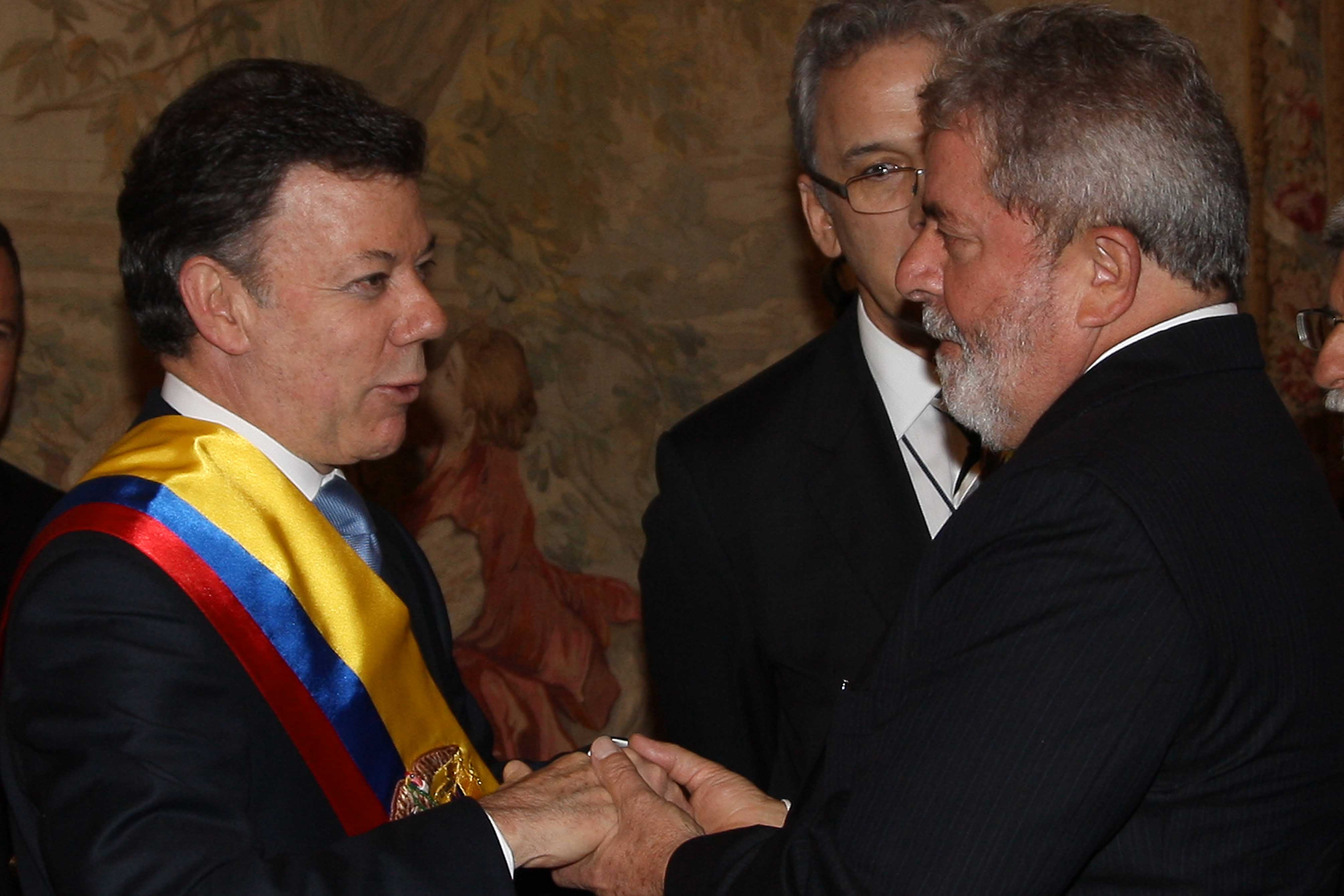
El Presidente Santos saluda a su homólogo de Brasil Luiz Inácio Lula da Silva En la Casa de Nariño.

En los momentos previos a la ceremonia de transmisión de mando Juan Manuel Santos tuvo un almuerzo y una ceremonia religiosa con sus familiares y otras personas, Santos se reunió con el príncipe Felipe de Borbón y Grecia en la sede del Ministerio de Relaciones Exteriores de Colombia.
Hacia las 3:30 p. m. Santos inició el recorrido desde el Palacio de San Carlos sede del Ministerio de Relaciones Exteriores de Colombia hacia la Plaza de Bolívar acompañado por su familia, el trayecto estuvo animado por canciones cuyas letras hacían alusión al Gobierno de unidad nacional, Y niños con trajes típicos y banderas de los departamentos de Colombia. En el camino lo esperaba una comisión de 30 senadores y representantes a la cámara elegidos en sesión plenaria y quienes tenían el encargo por protocolo de avisar al presidente que él congreso estaba listo para la posesión. Esto debido a que por mandato de la constitución el presidente de Colombia se posesiona ante este último.
Mientras esto ocurría los invitados a la posesión entre ellos 16 jefes de Estado y de gobierno y el príncipe Felipe de Asturias se acomodaban en sus lugares, minutos después se producía la llegada del hasta el momento Presidente Álvaro Uribe Vélez quien fue invitado a la posesión por Juan Manuel Santos.

### Inicio de Ceremonia
La ceremonia se inició con el presidente Álvaro Uribe como jefe de Estado sentado entre el presidente de la Cámara de Representantes Carlos Alberto Zuluaga y el presidente del senado Armando Benedetti, Juan Manuel Santos como presidente electo se ubicó al lado izquierdo de Armando Benedetti. El primer punto del día era el Himno de Colombia interpretado por el cantante lírico Valeriano Lanchas y el Coro Clara Luna. También participó la cantante Anasol (Ana Sol Escobar), cantando la canción por la paz para la ceremonia.

### Juramento
Inmedíatamente se procedió a realizar el juramento que estuvo a cargo del presidente del Senado Armando Benedetti, quien siguiendo el protocolo inició el juramento de la siguiente manera; 

Invocando la protección de Dios juráis ante esta corporación que representa el pueblo de Colombia cumplir fielmente con los deberes que el cargo de presidente de la república os impone de acuerdo con la constitución y las leyes.

 Como ordena la constitución, Juan Manuel Santos respondió de la siguiente manera; 

Juro a Dios y prometo al pueblo cumplir fielmente la Constitución y las leyes de Colombia.

 Finalmente Armando Benedetti terminó el juramento diciendo 

Si así fuere que Dios, esta corporación y el pueblo lo premien sino que él y ella os lo demanden.

Inmedíatamente se procedió a imponer la Banda Presidencial a Juan Manuel Santos que desde 
ese momento se convertía en el presidente número 59 de la República de 
Colombia. Una vez terminado el juramento, sonaron 21 
salvas de cañón. Concluido esto Juan Manuel Santos juramento en el cargo a su Vicepresidente Angelino Garzón. Al ubicarse en las sillas nuevamente Juan Manuel Santos intercambió de puesto con el ya expresidente Álvaro Uribe.

## Jefes de Estado presentes en la ceremonia

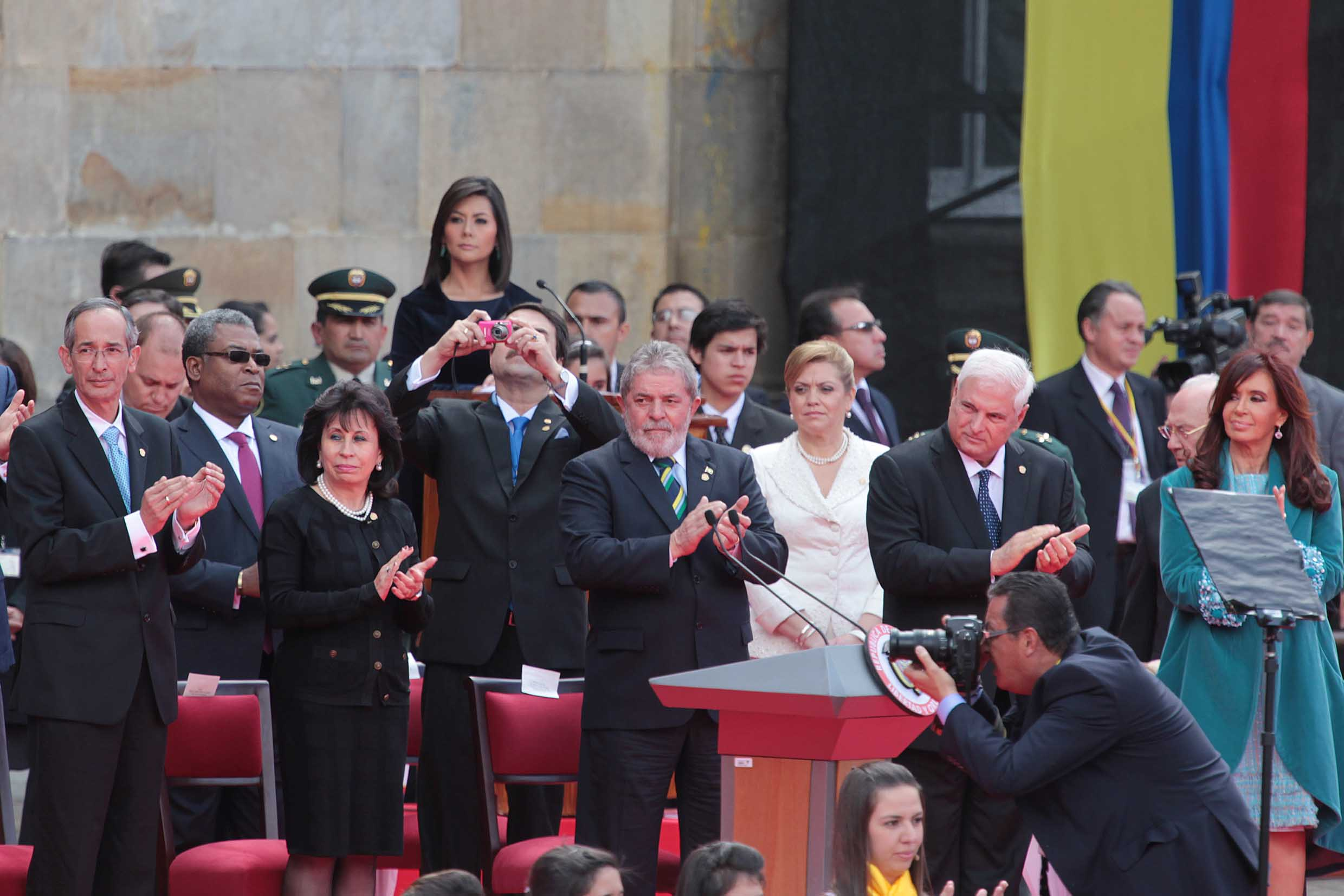
Los diferentes jefes de Estado asistentes a la ceremonia de posesión presidencial.

A la ceremonia de transmisión de mando de Juan Manuel Santos como presidente de Colombia asistieron 15 jefes de Estado y de Gobierno y el Príncipe Felipe de Borbón.
- Cristina Fernández de Kirchner
- Luiz Inácio Lula da Silva
- Laura Chinchilla Miranda
- Rafael Correa
- S.A.R. Príncipe Felipe de Borbón y Grecia
- Mauricio Funes
- Mijeíl Saakashvili
- Álvaro Colom
- Jean-Max Bellerive
- Porfirio Lobo
- Bruce Golding
- Felipe Calderón Hinojosa
- Ricardo Martinelli
- Alan García
- Leonel Fernández Reyna